# Tumen (Jilin)
Pour les articles homonymes, voir Tumen.
Tumen (图们 ; pinyin : Túmén) est une ville de la province du Jilin en Chine. C'est une ville-district placée sous la juridiction administrative de la préfecture autonome coréenne de Yanbian.
La ville de Tumen est connue pour son pont sur le fleuve Tumen, qui constitue l'un des liens les plus importants avec la Corée du Nord et la ville de Namyang.

## Démographie

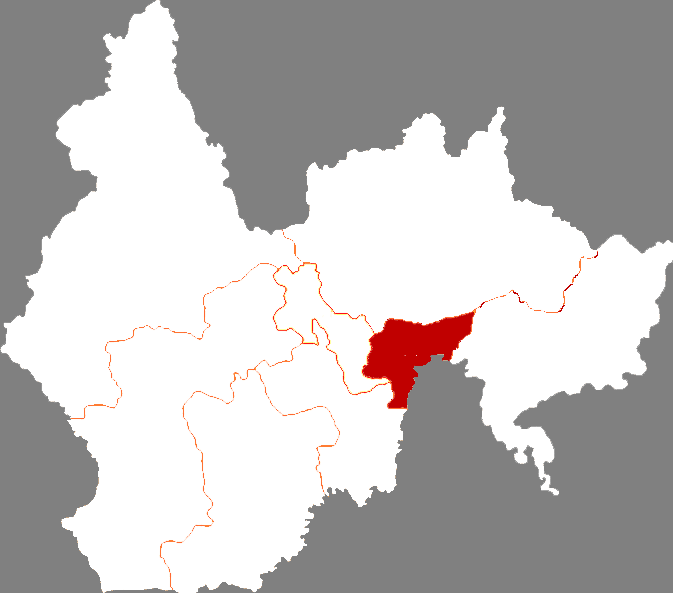
Localisation du district dans la préfecture autonome.

La population du district était de 136 844 habitants en 1999.